# Horacio Montoya Gil
Luis Horacio Montoya Gil (n. 1931, en San Vicente Antioquia - f. 7 de noviembre de 1985 en Bogotá) fue un jurista colombiano, egresado de la Universidad de Antioquia. Magistrado del Tribunal Superior de Medellín, murió siendo magistrado de la Corte Suprema de Justicia, Sala Civil, el 7 de noviembre de 1985 durante la Toma del Palacio de Justicia perpetrada por la guerrilla Movimiento 19 de abril (M-19). Montoya murió por una explosión causada al parecer por el Ejército Nacional de Colombia durante la retoma. También recibió un disparo a corta distancia según la experticia de Medicina Legal, el cual dio como resultado del Estudio de Frotis: "Positivo ojo izquierdo".
Fue profesor de las universidades de Antioquia, Pontificia Bolivariana, y de La Sabana.